# Alan Campeau
Alan Edward Campeau (* 1. August 1959 in Belle River, Ontario) ist ein kanadischer römisch-katholischer Geistlicher und Bischof von Thunder Bay.

## Leben
Alan Campeau wuchs in Belle River auf. Ab 1983 studierte er Philosophie und Katholische Theologie am Priesterseminar St. Peter in London (Ontario). 1986 erwarb er an der University of Western Ontario einen Bachelor of Arts in Philosophie und Soziologie sowie 1990 am Priesterseminar St. Peter einen Master of Divinity. Er wurde am 26. November 1989 zum Diakon geweiht und empfing am 28. April 1990 durch den Bischof von London, John Michael Sherlock, das Sakrament der Priesterweihe für das Bistum London (Ontario).
Nach der Priesterweihe war Campeau zunächst im Sommer 1990 kurzzeitig als Kaplan an einem Krankenhaus in Windsor (Ontario) tätig, bevor er im selben Jahr Pfarrvikar der Pfarrei St. Gregory the Great in St. Clair Beach wurde. Von 1991 bis 1995 war er Pfarrvikar der Pfarrei St. Pius X. in London. Ab 1995 war Campeau im Bistum Thunder Bay tätig. Dort wirkte er zuerst als Pfarrer der Pfarrei Holy Family und der Kapelle St. Benedict in Thunder Bay, bevor er 1997 Pfarrer der Pfarrei Corpus Christi in Thunder Bay wurde. Von 1999 bis 2005 war er Pfarrer der Pfarreien Notre Dame in Kenora, Sacred Heart in Sioux Narrows und Our Lady of the Lake in Nestor Falls sowie Seelsorger in den Missionsstationen in Reditt und in den Indian reserves der Grassy Narrows First Nation und der White Dog First Nation. Anschließend wirkte er als Pfarrer der Pfarrei Our Lady of Loretto und der Kapelle St. Mark in Thunder Bay. Ab 2008 war Campeau Pfarrer der Pfarreien St. Joseph in Dryden, Our Lady of Fatima in Vermilion Bay und Immaculate Conception in Ignace sowie Seelsorger in den Indian reserves der Wabigoon First Nation und der Eagle Lake First Nation. Zudem fungierte er ab 2008 als Dechant des Dekanats Dryden, Kenora und Fort Frances. Darüber hinaus gehörte er dem Priesterrat des Bistums Thunder Bay an.
Am 10. Januar 2025 ernannte ihn Papst Franziskus zum Bischof von Thunder Bay. Der emeritierte Bischof von Thunder Bay, Frederick Joseph Colli, spendete ihm am 27. Februar desselben Jahres in der Kathedrale St. Patrick in Thunder Bay die Bischofsweihe; Mitkonsekratoren waren der Bischof von London (Ontario), Ronald Peter Fabbro CSB, und der Bischof von Saskatoon, Mark Hagemoen.